# Yauli (Huancavelica)
Yauli es una localidad situada en el distrito homónimo, en la provincia de Huancavelica, departamento de Huancavelica, Perú. Según el censo de 2017, tiene una población de 3076 habitantes.
Es la capital del distrito.
Se encuentra a una altitud de 3424 m s. n. m.
La localidad es conocida por su textilería y el cultivo de variedades de papa. Cuenta con un centro de salud.

## Clima
| Parámetros climáticos promedio de Yauli | Parámetros climáticos promedio de Yauli | Parámetros climáticos promedio de Yauli | Parámetros climáticos promedio de Yauli | Parámetros climáticos promedio de Yauli | Parámetros climáticos promedio de Yauli | Parámetros climáticos promedio de Yauli | Parámetros climáticos promedio de Yauli | Parámetros climáticos promedio de Yauli | Parámetros climáticos promedio de Yauli | Parámetros climáticos promedio de Yauli | Parámetros climáticos promedio de Yauli | Parámetros climáticos promedio de Yauli | Parámetros climáticos promedio de Yauli |
| Mes                                     | Ene.                                    | Feb.                                    | Mar.                                    | Abr.                                    | May.                                    | Jun.                                    | Jul.                                    | Ago.                                    | Sep.                                    | Oct.                                    | Nov.                                    | Dic.                                    | Anual                                   |
| --------------------------------------- | --------------------------------------- | --------------------------------------- | --------------------------------------- | --------------------------------------- | --------------------------------------- | --------------------------------------- | --------------------------------------- | --------------------------------------- | --------------------------------------- | --------------------------------------- | --------------------------------------- | --------------------------------------- | --------------------------------------- |
| Temp. máx. media (°C)                   | 16.9                                    | 16.6                                    | 16.7                                    | 17.5                                    | 17.7                                    | 17.5                                    | 17.4                                    | 18.3                                    | 18.3                                    | 18.6                                    | 18.8                                    | 17.9                                    | 17.7                                    |
| Temp. media (°C)                        | 10.7                                    | 10.6                                    | 10.5                                    | 10.5                                    | 9.6                                     | 8.4                                     | 8.2                                     | 9.2                                     | 10.1                                    | 10.8                                    | 10.9                                    | 10.8                                    | 10                                      |
| Temp. mín. media (°C)                   | 4.6                                     | 4.7                                     | 4.4                                     | 3.5                                     | 1.5                                     | -0.6                                    | -1                                      | 0.1                                     | 2                                       | 3                                       | 3.1                                     | 3.7                                     | 2.4                                     |
| Fuente: climate-data.org                |                                         |                                         |                                         |                                         |                                         |                                         |                                         |                                         |                                         |                                         |                                         |                                         |                                         |